# Adel Al-Hammadi
Adel Al-Hammadi (Arabic:عادل الحمادي) (sinh ngày 2 tháng 11 năm 1980) là một cầu thủ bóng đá người Các Tiểu vương quốc Ả Rập Thống nhất.